# Einkommensverteilung in Schweden
Die Einkommensverteilung in Schweden betrachtet die Verteilung der Einkommen in Schweden. Bei der Analyse der Einkommensverteilung wird im Allgemeinen zwischen der funktionalen und der hier behandelten personellen Einkommensverteilung unterscheiden. Die personelle Einkommensverteilung betrachtet wie das Einkommen einer Volkswirtschaft auf einzelne Personen oder Gruppen (z. B. Privathaushalte) verteilt ist und zwar unabhängig davon, aus welchen Einkommensquellen es stammt.
Der Gini-Koeffizient des verfügbaren Äquivalenzeinkommens für Schweden betrug im Jahr 2017 28 % und lag somit unter dem EU27-Durchschnitt von 30,7 %. Das verfügbare Medianeinkommen betrug im Jahr 2017 25.376 € und lag somit über dem EU27-Durchschnitt von 17.032 €. Bedingt ist dies unter anderem durch eine Beschäftigungsquote von 77 % (Q4-2017), welche langfristig von Hochschulbildung und Förderungsmaßnahmen für Frauen und benachteiligten Gruppen abhängt. Das verfügbare durchschnittliche Einkommen betrug im Jahr 2017 27.890 €.

## Einkommensverteilung allgemein
Bei der Deutung statistischer Daten ist stets darauf zu achten, welche Begriffe verwendet werden. Der Begriff Einkommen kann sich beispielsweise auf das Markteinkommen beziehen, also das Einkommen aus Erwerbstätigkeit, Geschäftstätigkeit, Vermietung oder Kapital, und zwar vor Steuern und Abgaben oder auf das verfügbare Einkommen. Dieses wird berechnet, indem direkte Steuern und Sozialabgaben vom Markteinkommen abgezogen werden und öffentliche (z. B. Sozialhilfe, Arbeitslosengeld) beziehungsweise private (z. B. Unterhalt) Transfers hinzugezählt werden. Bei den unten angeführten Berechnungen handelt es sich stets um das verfügbare Äquivalenzeinkommen. Die gezeigten Daten stammen von Eurostat (auf Basis des EU-SILC Datensatzes) sowie der OECD. Die personelle Einkommensverteilung kann mittels verschiedener Ungleichverteilungsmaße zusammengefasst und anschließend analysiert werden. Die am häufigsten verwendeten Indikatoren sind der Gini-Koeffizient und Quantilverhältnisse, die Betrachtung der Median- und Durchschnittseinkommen stellt meist den Anfangspunkt der Analyse der Einkommensverteilung dar.

### Mittelwert und Median der verfügbaren Haushaltseinkommen
Reiht man die Einkommen verschiedener Personen aneinander, so ist das Medianeinkommen bzw. das mittlere Einkommen jenes Einkommen, das genau in der Mitte dieser Reihe liegt. Das Medianeinkommen ist im Vergleich zum Durchschnittseinkommen ein stabileres Maß zur Bestimmung von Einkommensungleichheit, da es robuster gegenüber statistischen Ausreißern ist. Das Durchschnittseinkommen beziehungsweise der Mittelwert des Einkommens gibt das arithmetische Mittel der Einkommen in Bezug auf die Anzahl der Einkommensbezieherinnen und Einkommensbezieher wieder. Eine große Differenz zwischen mittlerem und durchschnittlichem Einkommen weist auf eine stark ungleiche Verteilung der Einkommen hin.

Meist ist nicht nur das Einkommen der Bevölkerung zu einem bestimmten Zeitpunkt von Interesse, sondern die Entwicklung der Einkommen über die Zeit. Da Einkommenszuwächse bei Vorliegen von Inflation nicht zwingend Wohlstandszuwächse bedeuten, wird neben dem Nominaleinkommen daher auch das reale Einkommen berechnet.

Mittelwert und Median der Einkommen in Schweden in EUR, 2004-2017 – Nominal und Real (bereinigt um HVPI), Quelle: Eurostat, EU-SILC (ilc_di03)

#### Mittelwert
Das Graph gibt Auskunft über den Mittelwert und den um den HVPI bereinigten Mittelwert der Einkommen in Schweden zwischen 2004 und 2017 in EUR. Von 2004 bis zum Jahr 2009 stieg der Mittelwert der Einkommen real um 9,4 % (nominal: 19,9 %) an. Bedingt durch die Folgen der Wirtschafts- und Finanzkrise, wie z. B. Rückgang des BIP und steigender Arbeitslosigkeit, erlebte der reale Mittelwert ab 2009 bis 2010 einen Sturz von 23.301 € bis zu 20.813 € (nominaler: 22.050 € bis zu 20.070 €). Schweden zog Lehren aus ihrer eigenen Finanzkrise: Rasche Handlungen im Rahmen von politischen Reformen führten zur Verbesserungen der Arbeitsproduktivität und Arbeitsmarktregulationen. Im Jahr 2014 betrug der bereinigte Mittelwert bereits 28.132 € (nominaler: 27.935 €). Diese Erholung bezeichnet man auch als "V-shaped". Bedingt durch die Einwanderungspolitik und umfangreiche Steuersenkungen, die Schwedens Sozialprogramme hemmen, sank der reale Mittelwert der Einkommen in Schweden von 2014 bis 2017 um 3,8 %. Der Nominale lediglich um 0,2 %. Im Verlauf von 2004 bis 2017, stieg der reale Mittelwert um insgesamt 27,1 %, der nominale sogar um 51,6 %.

#### Median
Im Vergleich zum Durchschnittseinkommen ist das Medianeinkommen ein stabileres Maß zur Bestimmung von Einkommensungleichheit, da es robuster gegenüber statistischen Ausreißern ist. Im direkten Vergleich zum Mittelwert, zeigt sowohl der nominale als auch reale Median einen sehr ähnlichen Verlauf der Entwicklung der Einkommen in Schweden zwischen 2004 und 2017, lediglich mit geringeren Werten. Von 2004 bis zum Jahr 2009 stieg der reale Median der Einkommen um 7,8 % (nominaler: 18,2 %) an. Im Jahr 2010 betrug der reale Median 19.597 € (nominal: 18.897 €). Sowohl der reale als auch nominale Median erlebten unter den schon im Abschnitt, Mittelwert, genannten Indikatoren die gleiche Entwicklungen bis zum Jahr 2017.
Zwischen 2004 und 2017 stieg der reale Median um 22,7 %, der nominale um 61 %.

### Gini-Koeffizient der Einkommen

Gini-Koeffizienten der Einkommen in Schweden in %, 1997-2017 – Schweden vs. EU27-Länder, Quelle: Eurostat, EU-SILC (IDD)

Der Gini-Koeffizient (oder Gini-Index) ist ein statistisches Maß zur Darstellung von Ungleichheit in einer Gesellschaft. Dieser Koeffizient kann zwischen 0 und 1 liegen (beziehungsweise zwischen 0 und 100, indem man den Gini-Koeffizienten mit 100 multipliziert). Ein Gini-Koeffizient in Bezug auf das Einkommen von 1 beschreibt, dass ein Individuum in der Volkswirtschaft über das gesamte Einkommen verfügt. Ein Wert von 0 zeigt hingegen totale Gleichheit der Einkommen. Bei einem Gini-Koeffizienten von 0 haben daher alle Personen einer Volkswirtschaft dasselbe Einkommen. Je näher der Wert daher an 0 ist, desto gleicher ist die Verteilung der Einkommen. Allgemein werden Staaten mit einem Gini-Index zwischen 20 % und 35 % als relativ einkommensgleich bezeichnet.
Im Vergleich mit anderen OECD-Ländern, ist die Ungleichheit der Einkommen in Schweden relativ gering. Einkommensteuern in Schweden spielen eine signifikante Rolle bei der Verteilung: Durch diese wird die Ungleichheit innerhalb der Bevölkerung im erwerbsfähigen Alter um 28 % verringert – der OECD Durchschnitt liegt bei 25 %. Seit Mitte der 2000er hat sich dieser Effekt aber deutlich abgeschwächt.
Ab Ende der 90er Jahre, in denen Steuerreformen die Steuerbelastung einkommensstarker Haushälter verringert haben, erlebte der Gini-Koeffizient eine fast kontinuierliche Steigung: Während dieser im Jahr 1997 noch bei 21 % lag, betrug er 20 Jahre später schon 28 %. Im Vergleich zum Gini-Koeffizienten der Einkommen in Schweden, erlebte der Gini der EU27-Länder ab dem Jahr 2005-2017 kaum Veränderungen: Er stieg lediglich um 0,3 %. 2017 lag er bei 30,7 %. Ein weiterer Grund für das steigende Ungleichgewicht ist die Einkommensquelle von einkommensstarken Haushalten: Der Anteil an Kapitaleinkommen hat in den letzten Jahrzehnten stark zugenommen. Auf diese Art von Einkommen haben schwächere Haushalte oftmals keinen Zugriff.

### Top 10 Prozent der Einkommen

Anteil des oberen Dezils am nationalen Äquivalenzeinkommen in %, 2005-2017 – Schweden vs. EU27-Länder, Quelle: Eurostat, EU-SILC (ilc_di01)

Der Anteil des oberen Dezils am nationalen  Äquivalenzeinkommen in Schweden und den EU27-Ländern zeigt einen ähnlich steigenden Verlauf wie der Gini-Koeffizient der Einkommen auf. Die Hauptindikatoren dafür sind Steuerreformen, Migrationspolitik und steigendes Kapitaleinkommen der einkommensstarken Haushalte. Im Jahr 2006 liegt der Anteil des oberen Dezils bei 19,6 %, 2009 erreicht dieser bereits einen Anteil von 21,3, was einen Anstieg von knapp 9 % darstellt. Nachdem der Anteil im Jahr 2010 wieder auf 20,3 % gesunken ist, ist dieser fast ausschließlich gestiegen. Im Jahr 2017 beträgt der Anteil 22,4 %, der Anteil der EU27-Ländern liegt bei 23,9 %. Zwischen 2005 und 2017 ist der Anteil des oberen Dezils in Schweden um 13 % gestiegen. In den EU27-Ländern ist dieser in der gleichen Zeitspanne um 0,08 % gesunken.
Durch die Steuerreformen und Migrationspolitik, so hat Schweden im Jahr 2017 dreimal so viele Aufenthaltsgenehmigungen als 1997 vergeben, weist das Land nicht nur eine sehr hohe Ungleichheitssteigung bezüglich Einkommen auf, sondern auch eine stark divergierte Vermögensverteilung.  Ein hoher Anteil an Immigranten lebt und arbeitet in Schweden. Bedingt durch den hohen Anteil, hat Schweden Probleme mit der Arbeitsplatzschaffung, was wiederum auf die wenig erfolgreiche Integration in der Bildung zurückzuführen ist: 2017 waren knapp unter 90 % der Schüler mit schwedischem Hintergrund berechtigt die Gymnasialstufe zu besuchen; bei Schülern mit Migrationshintergrund waren es lediglich 66 %. Personen mit schwedischem Hintergrund weisen seit der Finanzkrise eine sinkende Arbeitslosenquote auf; bei Personen mit Migrationshintergrund ist es umgekehrt.

## Gender
Schweden scheidet weltweit sehr gut auf dem fünften Platz des Global Gender Gap Index 2017 ab. Schweden zählt zu den Ländern, welche im Bereich Frauenrechte Pionierleistungen übernommen haben. So wurde zum Beispiel schon 1846 gesetzlich festgelegt, dass unverheiratete schwedische Frauen Handwerks- und Handelsberufe ausführen durften. Schon ab 1853 durften Frauen einen Lehrberuf ausüben.

S80/S20 Einkommensquintilverhältnis in Schweden, 2004-2017; Quelle: Eurostat, EU-SILC (ilc_di11)

### S80/S20 Einkommensquintilverhältnis nach Geschlecht
Das Einkommensquintilverhältnis (S80/S20) ist das Verhältnis des Gesamteinkommens von den 20 % der Bevölkerung mit dem höchsten Einkommen (oberstes Quintil) zum Gesamteinkommen von den 20 % der Bevölkerung mit dem niedrigsten Einkommen (unterstes Quintil). Es gibt also an, wie oft man das Einkommen der untersten 20 % multiplizieren muss, um die Einkommen der oberen 20 % zu bekommen. Beträgt der Faktor 1, ist der Anteil am Gesamteinkommen des unteren Quintils gleich dem Anteil des oberen Quintils. Um geschlechterspezifische Unterschiede zu betrachten, wird das Einkommensquintilverhältnis nach Geschlecht betrachtet.
Die hier abgebildeten Daten stammen aus der EU-SILC Erhebung. Der Einkommensbegriff bezieht sich hier wieder auf das verfügbare Äquivalenzeinkommen. Das Einkommensquintilverhältnis (S80/S20) in Schweden ist über den betrachteten Zeitraum, sowohl für Männer als auch Frauen, insgesamt gestiegen. Im Jahr 2004 betrug der Indikator 3,3 (Männer und Frauen), im Jahr 2017 betrug dieser 4,3 für Frauen und 4,2 für Männer.

### Gender-Pay-Gap

Geschlechterspezifische Lohnunterschiede ohne Anpassungin Schweden und EU27, 2007-2017 nach NACE Sektoren B-S_X_O; Quelle: Eurostat, EU-SILC (earn_gr_gpgr2)

Auf EU-Ebene wird der Gender-Pay-Gap (geschlechterspezifischer Lohnunterschied) ohne Anpassung als die Differenz zwischen dem durchschnittlichen Bruttostundenlöhnen von Männern und Frauen in Prozent der durchschnittlichen Bruttostundenlöhne der männlichen Beschäftigten definiert. NACE bezeichnet die statistische Systematik der Wirtschaftszweige in der Europäischen Gemeinschaft. NACE ist aus der internationalen Standardklassifikation der Wirtschaftszweige der Vereinten Nationen (ISIC) abgeleitet, und zwar in dem Sinne, dass sie feiner untergliedert ist als diese. Die Positionen von ISIC und NACE stimmen auf den höchsten Ebenen exakt überein, während die NACE auf den tieferen Ebenen detaillierter ist. Der Code B-S_X_O steht für Industrie, Baugewerbe und Dienstleistungen (ohne Öffentliche Verwaltung, Verteidigung und Sozialversicherung).
Die abgebildeten Daten stammen von Eurostat und zeigen den Gender-Pay-Gap (GPG) ohne Anpassung in den Wirtschaftszweigen Industrie, Baugewerbe und Dienstleistungen ohne Öffentliche Verwaltung, Verteidigung und Sozialversicherung.  Der schwedische GPG ist in dem abgebildeten Zeitraum von 2007 bis 2017 stark gesunken. Da es keine Daten zu dem EU27 Durchschnitt im Jahr 2007 gibt (Eurostat Code: earn_gr_gpgr2), muss das Jahr 2008 für den frühesten Vergleich herangezogen werden. In diesem Jahr betrug der GPG in Schweden 16,9 % und lag somit zwar unter dem EU27 Durchschnitt von 17,3 %, allerdings um nur 0,4 Prozentpunkte. Im Jahr 2017 beträgt dieser Unterschied 3,5 Prozentpunkte. Während der EU27 Durchschnitt langsam und kontinuierlich auf 16,1 % gesunken ist, sank der schwedische GPG ohne Anpassung auf 12,6 % im Jahr 2017.

## Regionale Ungleichheiten
Die Regionalökonomie beschäftigt sich im Allgemeinen mit den wirtschaftlichen Zusammenhängen in Regionen und stellt somit das volkswirtschaftliche Gegenstück zur Außenwirtschaft dar. Ein Vergleich möglichst detaillierter regionaler Daten ist oftmals aussagekräftiger als der Vergleich gesamter Staaten und macht auch die Unterschiede bzw. Ähnlichkeiten innerhalb einzelner Staaten deutlich. Diese Daten spielen beispielsweise eine bedeutende Rolle für die Kohäsionspolitik der Europäischen Union. Diese soll die Regionen und Städte in Europa in wirtschaftlicher, sozialer und ökologischer Hinsicht einander näherbringen. Die Bedeutung der Kohäsionspolitik zeigt sich auch in dem dafür vorgesehenen Budget des gesamten EU-Haushalts, dieser beträgt für den Programmplanungszeitraum 2014–2020 beinahe 352 Milliarden Euro; das entspricht nahezu einem Drittel (32,5 %) des gesamten EU-Haushalts in diesem Zeitraum. Im Mittelpunkt der Regionalstatistiken der Europäischen Kommission steht die NUTS-Klassifikation (die Klassifikation der Gebietseinheiten für die Statistik). Dabei handelt es sich um eine regionale Systematik der Mitgliedstaaten der EU, in der die Regionen in einer harmonisierten hierarchischen Struktur dargestellt werden. Im Rahmen der NUTS-Klassifikation wird jeder Mitgliedstaat in drei verschiedene Ebenen von Regionen unterteilt, und zwar in die NUTS-Ebenen 1) sozioökonomische Großregionen, 2) Basisregionen für regionalpolitische Maßnahmen und 3) kleine Regionen für spezifische Diagnosen.
Regionale Ungleichheit kann zu Agglomerations-, Ausdünnungs- und Verdrängungseffekten führen und somit die Analyse verzerren, wenn regionale Charakteristika nicht mit einbezogen werden. Außerdem beeinflussen diese das gesellschaftliche Zusammenleben, öffentliche Investitionen und den Arbeitsmarkt, in Verbindung mit der Interaktion von regionaler Einkommensungleichheit mit Grund-, Haus- und Wohnungspreisen. Die regional unterschiedliche Entwicklung von Gemeinen, Bezirken und Regionen kann beispielsweise hinsichtlich Wachstum, Einkommen oder Produktivität analysiert werden. Im Fall von Schweden wird das verfügbare Einkommen der privaten Haushalte nach NUTS-2 Regionen, die von Armut oder sozialer Ausgrenzung bedrohte Bevölkerung nach NUTS-2-Regionen sowie einige Indikatoren zur Ungleichheit in Metropolregionen betrachtet.

### Verfügbares Einkommen der privaten Haushalte, nach NUTS-2-Regionen
Die Daten über das verfügbare Einkommen der privaten Haushalte stammen aus dem statistischen Amt der Europäischen Union, Eurostat (Code: tgs00026). Dieses wird definiert als der Saldo des Primäreinkommens (Betriebsüberschuss bzw. Selbständigeneinkommen plus Arbeitnehmerentgelt plus erhaltenes Vermögenseinkommen minus gezahltes Vermögenseinkommen) sowie der Umverteilung von Einkommen in Form von Geldleistungen. Diese Transaktionen umfassen gezahlte Sozialbeiträge, erhaltene monetäre Sozialleistungen, gezahlte Einkommen- und Vermögenssteuer sowie sonstige laufende Transfers. Das verfügbare Einkommen enthält keine sozialen Sachtransfers des Staates oder von privaten Organisationen ohne Erwerbszweck. Die in der Grafik abgebildeten Daten sind des Weiteren nach NUTS-2-Regionen eingeteilt.  

Verfügbares Einkommen der privaten Haushalte in Schweden, 2016; Quelle: Eurostat, EU-SILC (tgs00026)

Betrachtet man die Grafik der verfügbaren Einkommen privater Haushalte in Schweden im Jahr 2016 nach NUTS-2-Regionen, beziehungsweise die genauen Zahlen in der Tabelle, lässt sich ein leicht ausgeprägtes Nord-Süd-Gefälle erkennen. Haushalte in den nördlichsten Regionen (Övre Norrland, Mellersta Norrland, Norra Mellansverige) überschreiten ein verfügbares Einkommen von 16.500 € nicht. Die südlichen Regionen (Sydsverige und Västsverige) verzeichnen ein verfügbares Haushaltseinkommen von jeweils 17.700 € und 17.100 € und die einkommensstärkste Region ist Stockholm mit 20.000 €. Interessant ist auch die Gegenüberstellung der Bevölkerungsdichte und des verfügbaren Einkommens in 2016. Es zeigt sich, dass die einkommensstärksten Regionen, auch jene sind, die am dichtesten besiedelt sind. Aufgrund der Vielzahl an Faktoren, die das verfügbare Einkommen und auch den Wohnort bestimmen, darf hier allerdings nicht auf einen kausalen Zusammenhang geschlossen werden, also, dass eine höhere Bevölkerungsdichte zu höherem verfügbaren Einkommen führt. Was wir hier sehen, ist eine Korrelation dieser zwei Variablen, die besagt, dass höhere verfügbare Einkommen eher in den dichter besiedelten Regionen zu finden sind. Über die Ursachen dieser Korrelation kann hier keine Aussage getroffen werden.
| Schwedische Region (NUTS 2) | Bevölkerungsdichte (Einwohner pro km²) | Verfügbares Einkommen (in Euro) |
| --------------------------- | -------------------------------------- | ------------------------------- |
| Stockholm                   | 344,9                                  | 20.000                          |
| Sydsverige                  | 105,9                                  | 17.100                          |
| Västsverige                 | 67,7                                   | 17.700                          |
| Östra Mellansverige         | 43,0                                   | 16.700                          |
| Småland med öarna           | 25,4                                   | 16.600                          |
| Norra Mellansverige         | 13,3                                   | 16.300                          |
| Mellersta Norrland          | 5,3                                    | 16.400                          |
| Övre Norrland               | 3,4                                    | 16.500                          |

### Armutsgefährdungsquote
Es gibt im Allgemeinen unterschiedliche Indikatoren um Armut darzustellen. Unterschieden wird beispielsweise zwischen materieller Deprivation und monetärer Armut. Nach Eurostat handelt es sich bei der Armutsgefährdungsquote um den Anteil der Personen in Schweden, die armutsgefährdet sind oder unter materieller Deprivation leiden oder in Haushalten mit sehr niedriger Erwerbstätigkeit leben. Als von Armut bedroht gelten Personen mit einem verfügbaren Äquivalenzeinkommen unterhalb der Armutsgefährdungsschwelle, die bei 60 % des nationalen verfügbaren medianen Äquivalenzeinkommens (nach Sozialtransfers) liegt. Unter „materieller Deprivation“ werden Indikatoren zu wirtschaftlicher Belastung und Gebrauchsgütern zusammengefasst. Bei Personen, die unter erheblicher materieller Deprivation leiden, sind die Lebensbedingungen aufgrund fehlender Mittel stark eingeschränkt.

Armutsgefährdungsquote nach NUTS-2-Regionen in Schweden, 2017; Quelle: Eurostat, EU-SILC (ilc_peps11)

Die Daten über die von Armut oder sozialer Ausgrenzung bedrohte Bevölkerung stammen ebenfalls von Eurostat. In ganz Schweden galten im Jahr 2017 17,7 % der Bevölkerung als armutsgefährdet. Mithilfe der NUTS-Klassifikation kann die regionale Ausprägung der Armutsgefährdungsquote betrachtet werden. Die Regionen Stockholm, Småland med öarna, Övre Norrland und Östra Mellansverige liegen unter dem Landesdurchschnitt von 17,7 %, wobei die Region Mellersta Norrland mit 17,9 % nur knapp darüber liegt. Am stärksten gefährdet sind die Regionen Västsverige mit 18,7 %, Norra Mellansverige mit 20,9 % und Sydsverige mit 22 %.

### Ungleichheit in Metropolregionen
Der Grad der Verstädterung beträgt weltweit über 50 %. Innerhalb des OECD-Raums ist die Bevölkerungskonzentration sogar noch stärker. Ungefähr die Hälfte der OECD-Bevölkerung verteilt sich auf 300 Metropolräume, d. h. große städtische Ballungsräume mit über 500.000 Einwohnern. Auf diese Ballungsgebiete entfällt deutlich mehr als die Hälfte des BIP des OECD-Raums. Die Bedeutung der Städte misst sich jedoch nicht nur in Bevölkerungszahlen, sondern auch in ihrem Beitrag als treibende Kräfte des langfristigen Wirtschaftswachstums. Die Agglomerationsvorteile von Großstädten – insbesondere Wissenstransfers und größere Anreize für die Bewohner, in Humankapital zu investieren – machen Städte zu den wichtigsten Zentren von Forschung und Entwicklung, Patentaktivitäten und Wagniskapital. Innovation ist zwar überall möglich, aber üblicherweise besonders in stark urbanisierten Räumen anzutreffen. Verfügen große Ballungsräume über ein gut ausgebautes öffentliches Verkehrsnetz, sind die CO2-Emissionen pro Kopf des bodengebundenen Verkehrs niedriger als in eher ländlich geprägten Regionen. Die Verstädterungswelle des 21. Jahrhunderts könnte sich für die Stadtbewohner selbst, die betreffenden Staaten und den Planeten insgesamt sehr positiv auswirken. Voraussetzung dafür ist jedoch, dass eine Reihe wichtiger Herausforderungen (Klima, erschwinglicher Wohnraum, Verkehrsplanung etc.) bewältigt wird.
Die in der Tabelle abgebildeten Daten stammen aus dem OECD Datensatz zu Metropolregionen (CITIES), diese sind im Fall von Schweden Stockholm, Göteborg und Malmö. Es werden Bevölkerungsanteil, verfügbares Äquivalenzeinkommen, der Gini-Koeffizient sowie die Armutsgrenze betrachtet. Letzterer Indikator ist ähnlich der Armutsgefährdungsquote nach Eurostat definiert: die von Armut bedrohten Personen mit einem verfügbaren Äquivalenzeinkommen unterhalb der Armutsgefährdungsschwelle, die bei 60 % des nationalen verfügbaren medianen Äquivalenzeinkommens (nach Steuern und Sozialtransfers) liegt. Ein großer Teil der schwedischen Bevölkerung (39,9 %) lebt in nur drei Städten: Stockholm, Göteborg und Malmö. Das durchschnittlich verfügbare Äquivalenzeinkommen der Haushalte lag in allen drei Städten über jenem von ganz Schweden (27.347 USD). Der Gini-Koeffizient lag ebenfalls über jenem von ganz Schweden, die Einkommen in den Metropolregionen sind also etwas ungleicher verteilt. Während Schweden einen Gini-Koeffizient von 27,6 % im Jahr 2016 verzeichnet, beträgt dieser 30 % in den Metropolregionen. In ganz Schweden galten im Jahr 2017 17,7 % der Bevölkerung als armutsgefährdet. Die Metropolregionen liegen mit 10 % (allerdings im Jahr 2016) beträchtlich unter diesem Durchschnitt.
| Metropolregion | Bevölkerungsanteil(Prozent) | Haushaltseinkommen(USD) | Gini | Armutsgrenze(Prozent) |
| -------------- | --------------------------- | ----------------------- | ---- | --------------------- |
| Stockholm      | 23,0                        | 35.822                  | 0,3  | 0,1                   |
| Göteborg       | 10,2                        | 32.294                  | 0,3  | 0,1                   |
| Malmö          | 6,7                         | 31.115                  | 0,3  | 0,1                   |

## Besonderheiten des schwedischen Sozialstaats und Auswirkungen auf die Einkommensverteilung
Das schwedische Sozialstaatssystem baut auf langfristige Politmaßnahmen. Familienpolitik fußt auf Elternvorteile, Kindergeld und -freibeträge sowie öffentliche Kindertagesstätten. Kranken- und Seniorenunterstützungen sind ebenso wie Sozialhilfeleistungen sind auf Kommunalebene (Sveriges kommuner) organisiert. Das Gesundheits- und Ministerium für Sozialangelegenheiten, das Bildungs- und Forschungsministerium sowie das Arbeitsmarktministerium sind die drei wesentlichen Säulen des schwedischen Wohlfahrtsstaats.
Schweden verfügt über ein gut funktionierendes Modell der Sozialpartnerschaft, in dem der soziale Dialog zwischen den einzelnen Sozialpartnern intensiv in den institutionellen Rahmen eingebettet ist. Im Human Development Index reiht sich Schweden auf Platz 8 ein.
Das Kollektivdenken hat in Schweden eine lange Tradition. Tief gesellschaftlich verwurzelt ist die Transparenz durch einen Gesetzesentschluss des Königs und Reichstags im 18. Jahrhundert. Wenn nicht anders angeordnet, müssen alle Verwaltungsakte der Öffentlichkeit dargelegt werden. So sind unter anderem Einkommens- und Schuldendaten über alle, für alle Bürger einsehbar. Die höchsten Einkommen werden jährlich auch öffentlich ausgeschrieben.
Richard Thaler, der bekannte Verhaltensökonom und Gewinner des Alfred-Nobel-Gedächtnispreises für Wirtschaftswissenschaften 2017 studierte mit zwei Koautoren die Entscheidungsarchitektur des schwedischen Pensionssystems (2000–2016): When Nudges Are Forever: Inertia in the Swedish Premium Pension Plan.